# Casas Altas
Pour les articles homonymes, voir Casas.
Casas Altas, en castillan et officiellement (Cases Altes en valencien), est une commune d'Espagne de la province de Valence dans la Communauté valencienne. Elle est située dans la comarque du Rincón de Ademuz et dans la zone à prédominance linguistique castillane.

## Géographie

Localisation de Casas Altas
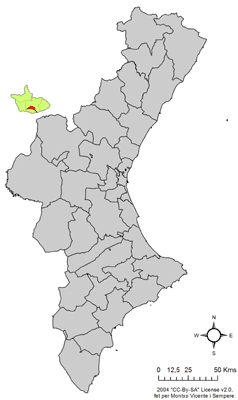
dans la Communauté valencienne.
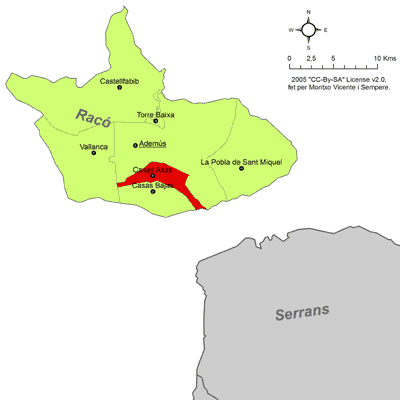
dans la comarque du Rincón de Ademuz.